# Booking Machine
Booking Machine —  концертное агентство, основанное в 2009 году. Позиционирует себя как «объединение нового типа».
Имеет представительства в России, Великобритании, Беларуси и Украине.

## История
Основано в 2009 году Ильёй Мамаем. Изначально специализировалось на организации концертов метал-исполнителей.
В 2013 и 2014 годах агентство организовывало концертные встречи Versus Battle.
В 2017 году агентство в должности исполнительного директора возглавил российский хип-хоп-исполнитель Oxxxymiron. С этого же года компания активизирует деятельность в качестве лейбла. В 2017 году артистами лейбла стали рэперы Markul, Jeembo и TVETH, Thomas Mraz. В 2018 году Booking Machine пополнил свой состав такими хип-хоп-исполнителями, как Loqiemean, May Wave$, Souloud.
Booking Machine Festival
9 августа 2018 года был выпущен клип «Konstrukt», в съёмках которого приняли участия все участники лейбла. 25 августа того же года в парке «Коломенское» был проведён первый фестиваль «Booking Machine Festival», на котором состоялись выступления артистов из обновлённого состава.
24 августа 2019 года в Москве прошёл второй Booking Machine Festival в парке «Измайловский» к 10-ти летию компании. На этот раз концерт прошёл сразу на двух сценах, а площадь выступления увеличена до 250 тысяч квадратных метров.
24 августа 2019 года Oxxxymiron объявил о своём уходе как с поста CEO букинг-агентства, так и как сольный артист.
6 марта 2020 года был объявлен уход четырёх артистов с лейбла (Jeembo, Tveth, Thomas Mraz, Markul) и прекращение деятельности Booking Machine как творческого объединения.

## Состав
В состав агентства входят несколько российских и зарубежных исполнителей.

### Действующие

#### Российские
- Slaughter to Prevail

#### Иностранные
- Dub FX
- TR/ST[англ.]

### Бывшие участники
- Луперкаль (08.2015— 02.2017)
- Гарри Топор (09.2013 — 02.2017)
- Тони Раут (09.2013 — 02.2017)
- Проект Увечье (2014)
- Wildways (2014—2018)
- Shokran (??, 2015, 2016 — 20??)
- dom!No (03.2016 — 02.2017)[24]
- ЛСП & Рома Англичанин (08.2014 — 07.2015)[25]
- Oxxxymiron (07.2012 — 08.2019)[19][20]
- Porchy (2011—2019)
- Markul (2017—2020)
- Thomas Mraz (2017—2020)
- Souloud (2017-2020)
- IDAN (2016-2020)
- КУОК (2019-2020)
- Jeembo (2017—2020)
- TVETH (2017—2020)
- polnalyubvi
- Эрика Лундмоен
- rooftops
- Sedated
- Loqiemean
- LUZBY
- May Wave$